# Richard Roundtree
Richard Arnold Roundtree (New Rochelle, New York, 1942. július 9. – Los Angeles, Kalifornia, 2023. október 24.) Golden Globe-díjra jelölt amerikai színész, legismertebb szerepe John Shaft harlemi magándetektív, az 1971-es Shaft című bűnügyi mozifilm, és az ennek sikere nyomán készült Shaft-filmek és tévésorozatok címszereplője. Fél évszázadon át tartó filmes és tévés pályafutása során 150-nél több produkcióban szerepelt.

## Élete

### Pályája
Egy ideig a Dél-Illinois-i Egyetemre (Southern Illinois University) járt, később sikeres modell lett. Az 1960-as években tagja lett a New York-i Negro Ensemble Company nevű afroamerikai színpadi társulatnak, velük kezdte színészi pályáját.
1971-ben megkapta a Gordon Parks rendező Shaft című bűnügyi akciófilmjének címszerepét. John Shaft, a kemény öklű magánnyomozó szerepében nagy sikert aratott, a New York-i fekete közösség önmagára találásának egyik szimbólumává vált, a szerep egész életében elkísérte.  
Az első Shaft-filmek sikere nyomán Roundtree a blaxploitation filmes műfaj egyik legkeresettebb színésze lett. Az 1970-es években nagyszámú ilyen film készült, melyek az észak-amerikai fekete közösség hátrányos helyzetét, kizsákmányolását, a bűnöző miliőben való jelenlétét és a felemelkedésért folytatott harcát ábrázolják.
Roundtree az 1970–1980-as években sok más filmben is szerepelt, ismeretsége hatalmasra nőtt, de e filmek legtöbbje nem hozott kiugró sikert. A kivételekhez sorolható Mark Robson rendező 1974-es Földrengés c. katasztrófafilmje Charlton Hestonnal és Ava Gardnerrel, valamint Richard Benjamin rendező 1984-es Párbaj a városban (City Heat) c. bűnügyi filmje Clint Eastwooddal és Burt Reynoldsszal, de ezekben Roundtree csak mellékszerepeket játszott.

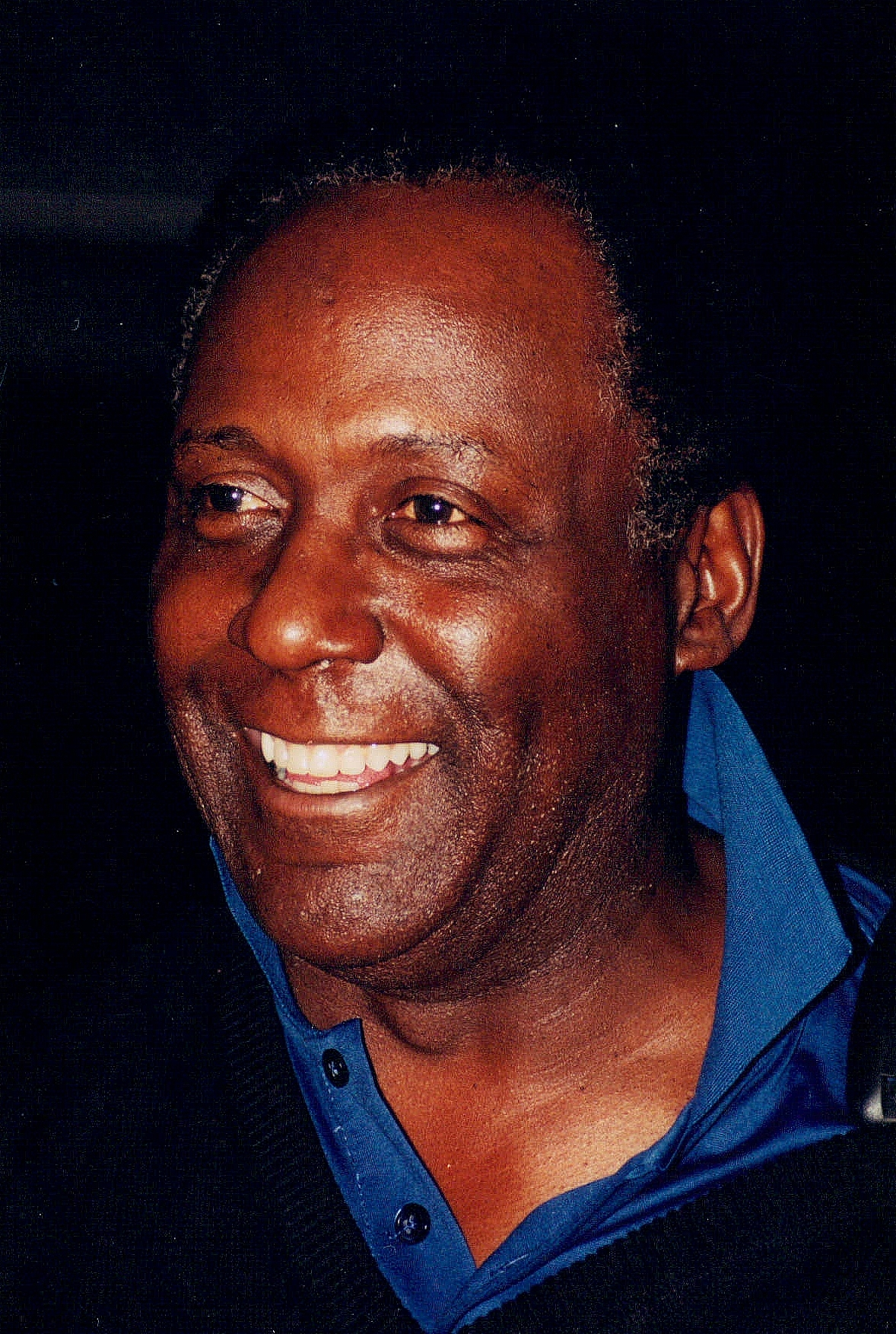
2001-ben

Az 1990-es évek elejétől pályája új lendületet kapott. A sok korábbi szereplés révén ismert és népszerű színész hangsúlyos szerepeket kezdett kapni nemzetközi sikerű filmekben. Szerepelt David Fincher rendező 1995-ös Hetedik című bűnügyi pszichodrámájában, Morgan Freeman és Brad Pitt társaságában. A Shaft nyomozóról készült újabb bűnügyi filmekben is megjelent, így John Singleton rendező 2000-es Shaft (vagy Shaft visszatér) című akciófilmjében, ahol Samuel L. Jackson alakította magát az eredeti John Shaft nyomozót, Roundtree pedig az ő hasonnevű nagybátyját. 
Hasonló összeállításban, Samuel L. Jackson mellett, az „idősebb John Shaft” szerepében játszott Tim Story rendező 2019-es Shaft-filmjében.
Steve James rendező 2002-es Joe és Max című életrajzi filmdrámájában Roundtree és főszereplőtársai valós személyeket testesítettek meg. Roundtree Jack Blackburn (1883–1942) egykori ökölvívót alakította, aki szerepe szerint Joe Louis (1914–1981) afroamerikai ökölvívót (a „Barna Bombázót”, akit a Leonard Roberts alakította) készíti fel a Til Schweiger által alakított német Max Schmeling (1905–2005) elleni mérkőzésre.

### Betegsége, halála
1993-ban rákbetegséget diagnosztizáltak szervezetében. Hosszú, de eredményes kezelésnek vetette alá magát, ennek révén két évtizeden át tovább tudott dolgozni. 2023-ban hunyt el 81 éves korában, hasnyálmirigyrák következtében.

### Magánélete
Első felesége 1963–1973 között Mary Jane Grant, a második 1980–1998 között Karen Michelle Ciernia volt. Négy fia és egy leánya született.

## Főbb filmszerepei
- 1956–2010: As the World Turns; tévésorozat; Oliver Travers (2002-2003)
- 1971: Shaft; John Shaft
- 1972: Embassy; Richard „Dick” Shannon
- 1972: Shaft és a nagy zsákmány (Shaft’s Big Score!); John Shaft
- 1973: Charley-One-Eye; „Fekete Fickó”
- 1973: Shaft Afrikában (Shaft in Africa); John Shaft
- 1973–1974: Shaft; tévésorozat; John Shaft
- 1974: Földrengés (Earthquake); Miles
- 1975: Péntek, a bennszülött (Man Friday); Friday
- 1975: Gyémántok (Diamonds); Archie
- 1977: Gyökerek (Roots); tévésorozat; Sam Bennett
- 1979: Portrait of a Hitman; Coco Morrell
- 1979: Műgyűjtők és kalandorok előnyben (Escape to Athena); Nat Judson
- 1979: Game for Vultures; Gideon Marunga
- 1979: Day of the Assassin; Fessler
- 1980: Szerelemhajó (The Love Boat); tévésorozat; Dave Wilbur
- 1981: Inchon; Augustus Henderson őrmester
- 1981: Te nem lehetsz gyilkos (An Eye for an Eye); Stevens százados   chuck norris
- 1982: „Q”; Powell
- 1982: One Down, Two to Go; Ralph
- 1983: Magnum, tévésorozat; Peter Jordan
- 1983: Young Warriors; John Austin őrmester
- 1983: The Big Score; Gordon
- 1984: Killpoint; Bill Bryant ügynök
- 1984: Párbaj a városban (City Heat); Dehl Swift
- 1986: The Fifth Missile; tévéfilm; Frederick Bryce parancsnok
- 1986: Pokoltábor (Opposing Force); Stafford
- 1986: Jocks; Chip Williams
- 1986–1987: Outlaws; tévésorozat; Isaiah „Ice” McAdams
- 1988: Mániákus zsaru (Maniac Cop); Pike rendőrkapitány
- 1988: Cadets; tévéfilm; Matt Gideon őrmester
- 1988: Fenyegető telefon (Party Line); Barnes százados
- 1988: Az utcalány (Angel III: The Final Chapter); Doniger hadnagy
- 1988: Gyilkos sorok (Murder, She Wrote); Kevin Cooper őrnagy
- 1989: Miami Cops; Mr Gamble
- 1989: La vendetta; Mr Dundee
- 1989: Crack House; Johnson őrmester
- 1989: A bankár (The Banker); Lloyd
- 1989: A szépség és a szörnyeteg; tévésorozat; Cleon Manning
- 1990: A gonosz Jim (Bad Jim); July
- 1990: Sasok nyomában (Gypsy Angels); Dr. Carlson
- 1990: MacGyver; tévésorozat; R.T. Hines
- 1990: Generations; tévésorozat; Dr. Daniel Reubens
- 1991: Beverly Hills 90210 (Beverly Hills, 90210); tévésorozat; Robinson Ashe Junior
- 1991: A halál ideje (A Time to Die); Ralph Phipps százados
- 1991: Kickbox harcos 3: Harcra kényszerítve (Bloodfist III: Forced to Fight); Samuel Stark
- 1992: Karácsony Connecticutban (Christmas in Connecticut); tévéfilm; Prescott
- 1993: Válaszút (Body of Influence); Harry Reams
- 1993: Sins of the Night; Les
- 1993: Deadly Rivals; Peterson ügynök
- 1993: Ágyak vonzásában (Mind Twister); Frank Webb
- 1993: Moscacieca; tévéfilm; Gray
- 1994: Shadows of Desire; tévéfilm; Dunc
- 1995: Bonanza: Támadás alatt (Bonanza: Under Attack); tévéfilm; Jacob
- 1995: Az igazság ökle (Ballistic); Harold
- 1995: The Wayans Bros.; tévésorozat; Dr. Saunders
- 1995: Hetedik (Se7en); Martin Talbot ügyész
- 1995: T. Rex, a dinózsaru (Theodore Rex); Lynch rendőrkapitány
- 1996: Angyali érintés (Touched by an Angel); Murray
- 1996: Buddies, tévésorozat; Henry Carlisle
- 1990–1996: Kaliforniába jöttem (The Fresh Prince of Bel-Air); tévésorozat; Gordon Sims / Dr. Mumford
- 1996: Háborús zóna (Original Gangstas); Slick
- 1997: Családi tűzfészek (Any Place But Home); tévéfilm; Gil Oberman
- 1997: Az őserdő hőse (George of the Jungle); Kwame
- 1997: Acélzsaru (Steel); Joe bácsi
- 1997: Pszichozsaru (Profiler); tévésorozat; James Henegar nyomozó
- 1997–1998: A Remény utcája (413 Hope St.); Phil Thomas
- 1998: Quinn doktornő (Dr. Quinn, Medicine Woman); tévésorozat; Jim „Barracuda” Barnes
- 1998: Akuji the Heartless; videójáték, Akuji hangja
- 1999: Hallatjuk a hangunkat (Having Our Say: The Delany Sisters’ First 100 Years); tévéfilm; Booker T. Washington
- 1999: Rescue 77; tévésorozat; Durfee százados
- 2000: Shaft; John Shaft nagybácsi
- 2001: Bízd a hackerre! (Antitrust); Lyle Barton
- 2000–2001: Soul Food; tévésorozat; Hardy Lester
- 2001: Hawaiian Gardens; M.O.
- 2001: Corky Romano, a kezes farkas (Corky Romano); Howard Shuster
- 2001: Latin pofonok (Resurrection Blvd.); tévésorozat ; Nate Khane
- 2002: Joe és Max (Joe and Max); tévéfilm; Jack Blackburn
- 2002: Al Capone bandája (Al’s Lads); Mr Boom-Boom
- 2002: Hajó a vége (Boat Trip); Felicia apja
- 2003: Eltűntnek nyilvánítva (1-800-Missing); Sam Haslett
- 2003–2004: Alias; tévésorozat; Brill
- 2004: Max Havoc és a sárkány átka (Max Havoc: Curse of the Dragon); Tahsi
- 2005: Beépülve (Brick); V.P. Trueman
- 2004–2005: Született feleségek (Desperate Housewives); tévésorozat; Mr. Shaw
- 2005: A főnök (The Closer); tévésorozat; Walter ezredes
- 2005: Painkiller Jane; tévéfilm; Watts ezredes
- 2006: Wild Seven; Lee Marvin / Cleetus Woods
- 2006: Blade: The Series; tévésorozat; Robert Brooks
- 2006: A Grace klinika (Grey’s Anatomy); tévésorozat; Donald Burke
- 2006: Magánügyek (Close to Home); tévésorozat; Cyrus Carter
- 2007: All the Days Before Tomorrow; „El Doctor”
- 2007: Landolás (Final Approach); tévéfilm; Gary Markash
- 2007: Pánikkapcsoló (Point of Entry); tévéfilm; Miles Porter detektív
- 2006–2007: Hősök (Heroes); Charles Deveaux
- 2008: Speed Racer – Totál turbó (Speed Racer); Ben Burns
- 2008: A szeretet háza (Ladies of the House); tévéfilm; Stan
- 2008–2009: Knight Rider; tévésorozat; Lawrence Rivai
- 2007–2009: Lincoln Heights; tévésorozat; Coleman Bradshaw
- 2009: Set Apart; J.T.
- 2010: The Confidant; Claude
- 2010: Veil; sci-fi rövidfilm; Dr. Michael Draden
- 2011: A mentalista (The Mentalist); tévésorozat; Floyd Benton
- 2009–2011: Diary of a Single Mom; tévésorozat; Lou Bailey
- 2012: The Trial of Ben Barry; rövidfilm; Ben Barry
- 2012: Doktor Addison (Private Practice); tévésorozat; Raymond McCray
- 2015: Lángoló Chicago (Chicago Fire); tévésorozat; Wallace Boden Senior
- 2015: Collar; Alonzo Sparks tiszteletes
- 2016: Retreat!; Mr. Henshaw
- 2017–2018: Kegyetlen csillogás (Star); tévésorozat; Charles Floyd
- 2018: Halálos fegyver (Lethal Weapon); tévésorozat; Don Bennett
- 2019: Mi kell a férfinak? (What Men Want); Skip Davis
- 2013–2019: Being Mary Jane; tévésorozat; Paul Patterson Senior
- 2019: Shaft; John Shaft Senior
- 2019: A Family Reunion Christmas; tévéfilm; Nagypapa
- 2020: Haunting of the Mary Celeste; Mr Tulls
- 2022: Moving On; Ralph
- 2019–2022: Együtt a nagycsalád (Family Reunion); tévésorozat; több szerepben
- 2022: Cherish the Day; tévésorozat; Mandeville „MV” St. James
- 2024: Thelma; Ben

## Elismerései, díjai
- 1972: jelölték a legjobb férfi főszereplőnek járó Golden Globe-díjra, a Shaft-ban nyújtott alakításáért
- 1994: elnyerte az MTV Movie & TV Awards életmű-díját (Lifetime Achievement Award), a Shaft-filmekben nyújtott alakításaiért
- 2011: elnyerte az Afro-amerikai Filmkritikusok Szövetségének Örökség-díját (African-American Film Critics Association Legacy Award)

## További információ
- Richard Roundtree a PORT.hu-n (magyarul)
- Richard Roundtree az Internetes Szinkronadatbázisban (magyarul)
- Richard Roundtree az Internet Movie Database-ben (angolul)
- Richard Roundtree a Rotten Tomatoeson (angolul)
- Richard Roundtree az AlloCiné weboldalán (franciául)
- Richard Roundtree Profile (angol nyelven). famousfix.com. (Hozzáférés: 2024. szeptember 30.)
- Richard Roundtree (német nyelven). Filmdienst.de
- Richard Roundtree (német nyelven). Filmportal.de
- Richard Roundtree (magyar nyelven). MAFAB.hu
- Richard Roundtree (angol nyelven). MUBI.com. (Hozzáférés: 2024. szeptember 30.)